# Marcel Šterbák
Marcel Šterbák (* 18. August 1980 in Košice, Tschechoslowakei) ist ein ehemaliger slowakischer Eishockeyspieler, der mit dem HC Košice zweimal in seiner Karriere slowakischer Meister wurde.

## Karriere
Marcel Šterbák begann seine Karriere als Eishockeyspieler in seiner Heimatstadt beim TJ VSŽ Košice, in dessen Nachwuchsbereich er bis 1998 aktiv war. Anschließend wechselte der Verteidiger zum  HK VTJ Spišská Nová Ves, für dessen Profimannschaft er in den Playoffs der Saison 1998/99 sein Debüt in der slowakischen Extraliga gab. Nach zwei Jahren kehrte er 2000 zu seinem mittlerweile in HC Košice umbenannten Ex-Club zurück, für den er in den folgenden fünf Spielzeiten in der Extraliga auf dem Eis stand. In diesem Zeitraum unterlag er in der Saison 2002/03 mit seiner Mannschaft im Playoff-Finale dem HC Slovan Bratislava. Einen Großteil der Saison 2003/04 verbrachte der Rechtsschütze bei Košices Ligarivalen MHC Martin.
Gegen Ende der Saison 2004/05 unterschrieb Šterbák beim MHk 32 Liptovský Mikuláš, für den er etwas länger als ein Jahr aktiv war, bevor er im Sommer 2006 ein weiteres Mal vom HC Košice verpflichtet wurde. Mit dem Spitzenclub scheiterte er 2008 erneut im Playoff-Finale am HC Slovan Bratislava, ehe er mit seiner Mannschaft in der Saison 2008/09 erstmals die slowakische Meisterschaft gewann. Daraufhin erhielt der Slowake einen Vertrag für die Saison 2009/10 beim BK Mladá Boleslav aus der tschechischen Extraliga.
Im Mai 2010 kehrte er zu seinem Heimatverein zurück und gewann mit diesem den Meistertitel der Saison 2010/11. Zur folgenden Spielzeit wechselte er innerhalb der slowakischen Extraliga zum HK Poprad. Im Sommer 2013 folgte der Wechsel in die italienische Serie A1, wo er zunächst vom WSV Sterzing verpflichtet wurde, jedoch kein Spiel für den WSV absolvierte, sondern noch im September 2013 zum MsHK Žilina wechselte.
Anschließend stand er noch beim HK Dukla Michalovce sowie bei den Diables Rouges de Briançon unter Vertrag, ehe er seine Karriere 2017 beendete.

## Erfolge und Auszeichnungen
- 2003 Slowakischer Vizemeister mit dem HC Košice
- 2007 Extraliga All-Star-Team
- 2008 Slowakischer Vizemeister mit dem HC Košice
- 2009 Slowakischer Meister mit dem HC Košice
- 2011 Slowakischer Meister mit dem  HC Košice